# Pyrrhulina semifasciata
Pyrrhulina semifasciata är en fiskart som beskrevs av Steindachner, 1876. Pyrrhulina semifasciata ingår i släktet Pyrrhulina och familjen Lebiasinidae. Inga underarter finns listade i Catalogue of Life.